# Buguélès

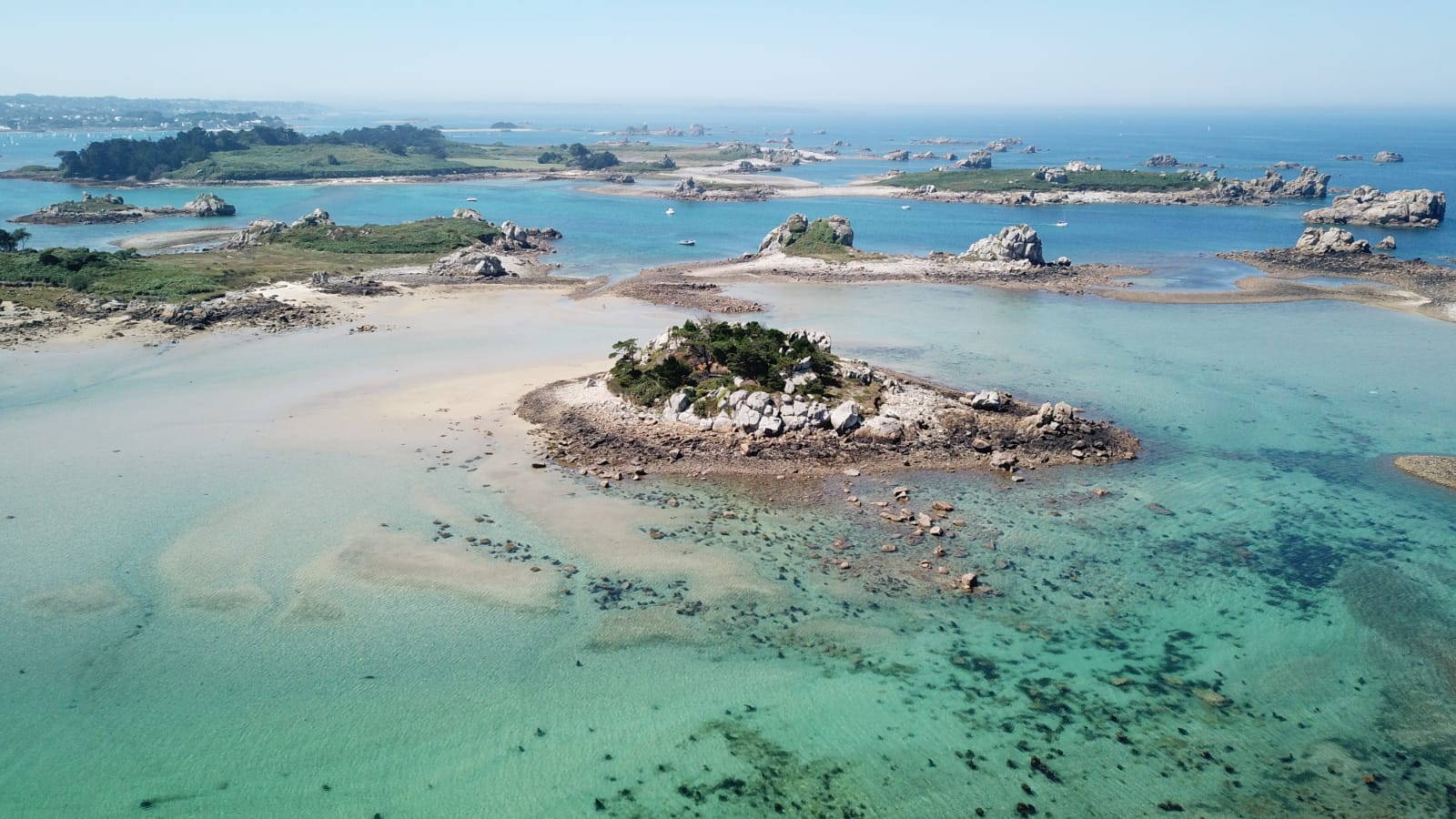
Vue sur les îles de Buguélès.

Buguélès est un village et un petit port breton rattaché à la commune de Penvénan dans les Côtes-d'Armor, dans le pays historique du Trégor. Il est situé sur la pointe entre les anses de Pellinec et de Gouermel. La côte naturellement préservée et au large le chapelet d'îlots sauvages a valu à Buguélès d'être remarqué parmi les plus beaux villages de France.

## Géographie
Le village se caractérise par l'aspect déchiqueté et minéral de sa côte, où s'entremêlent roches, ilots et sillons de galets. Stratégiquement situé sur une pointe de terre, derrière cette barrière naturelle d'iles et de chaos rocheux, Buguélès se protège ainsi des vents violents qui peuvent balayer la côte. 
L'habitat y est dense, en majorité granitique. Les maisons les plus anciennes se situant autour de la chapelle Saint-Nicolas du Bilo. 
Partant du village, le réseau de chemins pour accès à l'estran est très important.  

## Toponymie
Le nom breton du village est Bugelez.

## Histoire
De nombreux sites préhistoriques (menhirs, dolmen, etc.) présents sur les territoires des communes de Penvénan, Port-Blanc et Buguélès témoignent d'une occupation très ancienne des lieux.
L'activité du village est liée, durant des années à celle des goémoniers. L'algue était ramassée principalement pour servir de fumier aux récoltes locales ou alors utilisée comme combustible avec de l'ajonc et encore brûlée pour en extraire l'iode et servir à l'industrie du verre ou de la médecine.
Buguélès a été, en novembre 1943 et via les réseaux de résistances locaux, le théâtre d'une tentative d'évasion d'officiers, de résistants français et d'un aviateur américain vers l'Angleterre. Cette tentative est malheureusement avortée à la suite d'une série d’événements imprévisibles.

## Culture locale et patrimoine

### Lieux et monuments

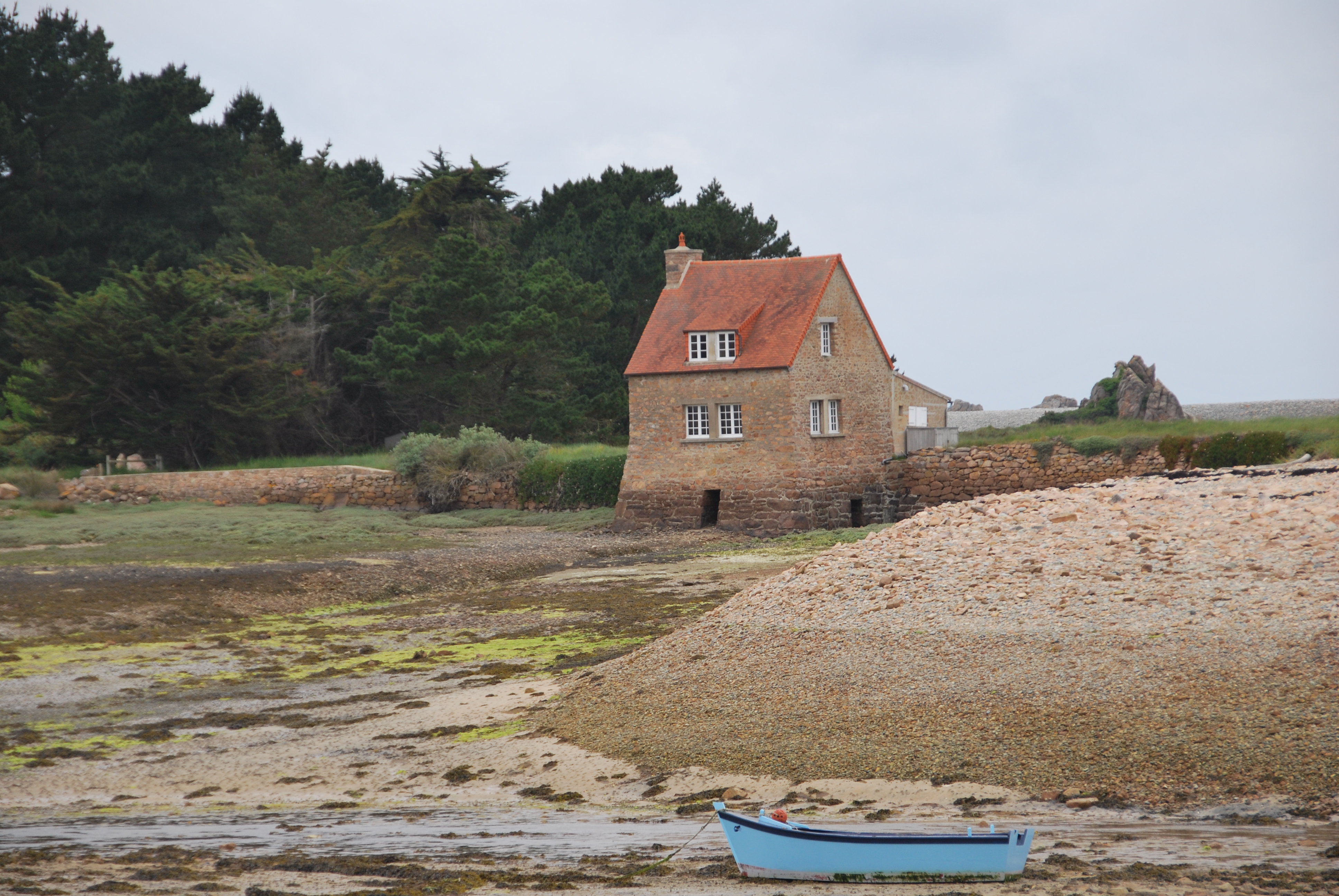
Le moulin à marée de Buguélès.

- Le moulin à marée : les traces d'un premier moulin, situé à l'emplacement du site actuel, entre les îles Balanec, Ozac'h et l'île Illiec apparaissent à la fin du XVIe siècle. Édifié par le Seigneur de Kersalio de Plougrescant, il aurait été en fonctionnement jusqu'au milieu du XVIIIe siècle, avant d'être détruit[5]. Les archives témoignent de la reconstruction, en 1837, d'un nouveau moulin sur le site de l'ancien. Ozou, un armateur et commerçant de Tréguier, aurait décidé de cette reconstruction. Le moulin est un des rares à être composé de deux digues distinctes, l'une rattachée au sillon de galets d'Illiec et acceptant l'eau à marée basse, l'autre adjointe directement au moulin et libérant l'eau à marée descendante. L'étang créé par l'enfermement du site (îles et digues) se remplit ou se vide donc en fonction des marées[5].
- La chapelle Saint-Nicolas : les premières traces de la construction d'une chapelle dans Buguélès remontent à la fin du XVe siècle. La chapelle actuelle est restaurée en 1935. À l'intérieur on trouve un ex-voto, celui d'un trois mâts voiles carrées[6]. La chapelle et le village sont placés sous le patronage de saint Nicolas, saint patron des enfants et des marins. Le nom Buguélès serait d'ailleurs un dérivé du mot breton bugaled, signifiant enfants.
- À proximité directe de l'église, la croix semble porter la date de 1514[7].

### Patrimoine naturel
Les îles de Buguélès : ce chapelet d'îlots sauvages, qui s'étend de Port-Blanc à Plougrescant (Île aux Pins), vaut à Buguélès la réputation d'être une côte où il est particulièrement difficile de naviguer. Le nombre de roches, de sillons de galets demandent à chaque marin une connaissance solide des lieux. Au large de Buguélès, ces îles se composent de l'île Ozac'h, l'île Balanec, l'île Illiec et son sillon de galets abritant des espèces rares de flore et de faune marines, l'île du Milieu, l'ilot de Coz Castel, l'ile Marquer, l'île Guilben et l'île des Levrettes. Chaque île est plus ou moins densément boisée, avec un relief souvent marqué. Illiec, Marquer, Coz Castel et Balanec sont habitées. La particularité du port de plaisance de Buguélès  est qu'il est situé sur une presqu'île qui, à marée haute et à fort coefficient de marée, forme une île appelée île Bilo. L'eau monte ainsi sur la route durant quelques heures, rendant tout accès au port impossible aux véhicules.
Au large de Port-Blanc on trouve l'île Saint-Gildas, l'île du Château-Neuf et l'île des Femmes.

### Buguélès et la littérature
Buguélès apparaît dans la nouvelle La bague du capitaine, tirée de l'ouvrage La Légende de la Mort d'Anatole Le Braz.
Le village est également représenté à plusieurs reprises dans la bande-dessinée Danevell-Destins trégorrois, éditée en mars 2018 aux éditions Coop Breizh.

### Festival
Tous les deux ans, et depuis 2002, est organisé, sur le site du vieux port, le festival de Buguélès. Le festival a lieu au cours du mois de juillet. Plusieurs artistes célèbres y ont déjà joué, parmi eux Tiken Jah Fakoly, Johnny Clegg, Da Silva, Fréro Delavega ou encore Alan Stivell.

### Personnalités liées
Ambroise Thomas, compositeur français, avait acheté et habité l'île Illiec. À sa mort, il céda l'endroit à Charles Lindbergh, le célèbre aviateur américain, qui y résida aussi une partie de sa vie.